# Mike Parson
Michael Lynn Parson (* 17. září 1955 Wheatland, Missouri) je americký politik a člen Republikánské strany, v letech 2018 až 2025 guvernér Missouri.
V letech 1993 až 2004 působil jako šerif v Polk County. V roce 2004 byl zvolen členem missourské Sněmovny reprezentantů. Ve funkci setrval do roku 2011, neboť od roku 2011 do roku 2017 vykonával funkci člena missourského Senátu. V roce 2017 jej guvernér Eric Greitens jmenoval do funkce viceguvernéra Missouri. V červnu 2018 Parson Greitense nahradil poté, co Greitens na funkci rezignoval v souvislosti se skandálem týkajícím se sexuálního obtěžování. V roce 2020 byl Parson zvolen guvernérem v řádných volbách, když se ziskem 57 % hlasů porazil kandidátku Demokratické strany Nicole Gallowayovou.
Před prezidentskými volbami v roce 2012 podpořil Mitta Romneyho, před prezidentskými volbami v roce 2016 pak Donalda Trumpa.
Od roku 1985 je ženatý, má dvě děti.